# Bisulfato de amonio
El  bisulfato de amonio, también conocido como sulfato de hidrógeno y amonio, es un sólido blanco cristalino con la fórmula (NH4)HSO4.  Es el producto  de la neutralización parcial del ácido sulfúrico con amoníaco.

## Producción
Puede ser obtenido por hidrólisis del ácido sulfámico en solución acuosa. Este método produce la sal con un alto grado de pureza.
H3NSO3 + H2O → [NH4]+[HSO4]−
También puede obtenerse por medio de la descomposición térmica del sulfato de amonio:
(NH4)2SO4   →   (NH4)HSO4  +  NH3

## Aplicaciones
Puede seguirse neutralizando con amoníaco para formar sulfato de amonio, un fertilizante valioso. También puede ser utilizado como alternativa más débil al ácido sulfúrico, a pesar de que el bisulfato de sodio es mucho más común.